# Manuel Torres Pastor
Manuel Torres Pastor, deportivamente conocido como Torres (Teruel, Aragón, 19 de abril de 1930 − 14 de marzo de 2014), fue un futbolista español. Fue campeón de Europa con el Real Madrid en el año 1957; lesionado el lateral derecho titular Ángel Atienza, el Real Madrid se mueve y se hace con los servicios de Torres, cedido por el Real Zaragoza durante 6 meses.

## Trayectoria
- 1950-53 CD Manchego
- 1953-61 Real Zaragoza
- 1957 Real Madrid, cedido.

## Palmarés
- 1 Copa de Europa con el Real Madrid en el año 1957.
- 1 Liga Española con el Real Madrid en el año 1957.